# Twórczość Władysława Umińskiego
Władysław Umiński był autorem wielu książek, borszur i artykułów. Poniższa lista zawiera informacje o jego beletrystycznych pozycjach książkowych.
Daty publikacji według pierwszego wydania książkowego; wiele ukazało się wcześniej w odcinkach w magazynach.

## Zwycięzcy oceanu(1891)
Zwycięzcy oceanu – debiutancka powieść marynistyczna i podróżniczo-przygodowa dla młodzieży Władysława Umińskiego z 1890 roku
Książka opowiada o trzech śmiałkach, podróżujących w małej łodzi z Ameryki do Chin.
Powieść była opublikowana najpierw w 1890 roku w ilustrowanym magazynie Wędrowiec w odcinkach. Do roku 1947 książka otrzymała osiem wydań książkowych (pierwsze w 1891). Doczekała się także tłumaczenia na język czeski.

## Balonem do bieguna(1894)
Balonem do bieguna. Przygody z podróży powietrznej ponad lodami (późniejsze wydania miały podtytuł Ponad lodami Antarktydy) – powieść przygodowa, fantastycznonaukowa dla młodzieży Władysława Umińskiego z 1892 roku.
Powieść opowiada o wyprawie na biegun południowy przy pomocy technologicznie zaawansowanego balonu.
Była to druga powieść Umińskiego, który po jej publikacji zaczął być rozpoznawany jako autor powieści dla młodzieży. Była to też pierwsza powieść Umińskiego zawierająca elementy fantastyczne, i jako taka, była jedną z pierwszych polskich powieści science fiction.
Powieść była opublikowana w odcinkach w ilustrowanym magazynie Wieczory Rodzinne w 1892 roku. Doczekała się ok. 10 wydań w latach późniejszych (pierwszego w 1894). Powieść przetłumaczono także na j. rosyjski (1887) i francuski (ok. 1910).

## Podróż bez pieniędzy(1894)
Podróż bez pieniędzy – przygodowa powieść podróżnicza dla młodzieży Władysława Umińskiego z 1893 roku.
Książka opowiada o przygodach dwójki bohaterów, Polaka i Włocha, którzy po utracie swych bagaży i pieniędzy, podróżują z Azji do Ameryki.
Powieść była opublikowana w odcinkach w ilustrowanym magazynie Wieczory Rodzinne w 1893 roku. W latach późniejszych książka otrzymała ok. siedmiu wydań książkowych (pierwszego w 1894).

## W nieznane światy/Na drugą planetę(1895)
Na drugą planetę (pierwsze wydania pt. W nieznane światy) – powieść Władysława Umińskiego, zaliczana do nurtu fantastyki naukowej dla młodzieży. Jest jedną z pierwszych polskich powieści tego nurtu.
Osią fabuły jest próba nawiązania kontaktu z Marsem przy użyciu teleskopu i potężnych sygnałów świetlnych.
Książka ukazała się najpierw w odcinkach w czasopiśmie „Przyjaciel Dzieci” w 1894. W latach późniejszych książka otrzymała ponad dziesięć wydań książkowych (pierwsze w 1895). Od wydania z 1913 książka nosiła tytuł Na drugą planetę..

## Wędrowna wyspa(1895)
Wędrowna wyspa. Powieść dla dzieci – powieść przygodowa dla młodzieży Władysława Umińskiego z 1893 roku.
Powieść opowiada o przygodach dwóch Polaków, którzy wracając z emigracji w Ameryce do Polski przyżywają katastrofę morską i zostają rozbitkami.
Powieść była opublikowana w odcinkach w ilustrowanym magazynie Przyjaciel Dzieci w 1893 roku, doczekała się dwóch wydań książkowych (pierwszego w 1895).

## W kraju ludożerców oraz opowiadania(1896)
W kraju ludożerców oraz opowiadania – zbiór opowiadań Władysława Umińskiego z 1896. Zbiór zawiera opowiadania: W kraju ludożerców; Bumerang; Złośliwy słoń; Mój pierwszy jaguar; Polowanie na łosie i Między gorylami.
Większość opowiadań opowiada o przygodach myśliwych w różnych częściach świata.
W roku 1925 zbiór przedrukowano pod nowym tytułem jako Przygody łodzi podwodnej i inne opowiadania dołączając do niego nowe opowiadanie (tytułowe Przygody łodzi podwodnej).

## W pustyniach Australii(1896)
W pustyniach Australii. Opisy i przygody  w podróży, dla młodzieży – przygodowa powieść podróżnicza  dla młodzieży Władysława Umińskiego z 1895 roku.
Osią fabuły jest wyprawa do rozległego, podziemnego kompleksu jaskiń w Australii.
Powieść była opublikowana w odcinkach w ilustrowanym magazynie Wieczory Rodzinne w 1895 roku. Doczekała się dwóch wydań książkowych po polsku (pierwszego w 1896) i dwóch po hebrajsku.

## Na falach Atlantyku(1897)
Na falach Atlantyku. Przygody rozbitków pośród oceanu – marynistyczna powieść przygodowa i robinsonada dla młodzieży Władysława Umińskiego z 1893 roku.
Powieść opowiada o przygodach kilku osób, które przeżywają katastrofę jachtu.
Powieść była opublikowana w odcinkach w ilustrowanym magazynie Przyjaciel Dzieci w 1893 roku. Doczekała się następnie trzech wydań książkowych (pierwszego w 1897).

## Od Warszawy do Ojcowa(1897)
Od Warszawy do Ojcowa. Przygody w podróży po kraju – przygodowa powieść krajoznawcza dla młodzieży Władysława Umińskiego z 1897 roku.
Osią powieści jest wakacyjna wycieczka warszawskich 4-klasistów z gimnazjum, podróżujących od Warszawy do Ojcowa.
Powieść wydano w 1897 roku, doczekała się czterech wznowień.

## Podróż naokoło świata piechotą. T. 1:W podobłocznych krainach(1899)
W podobłocznych krainach – powieść podróżniczo-przygodowa dla młodzieży Władysława Umińskiego z 1900 roku.
Książka opowiada o przygodach kilku osób podróżujących z Persji do Tybetu.
Powieść wydano w 1900 roku, doczekała się dwóch wznowień. Powieść zawierała informację, że jest pierwszą częścią cyklu pt. Podróż naokoło świata piechotą, ale dalsze pozycje tego cyklu nie ukazały się.

## Podróż naokoło Warszawy(1901)
Podróż naokoło Warszawy – powieść krajoznawcza dla młodzieży Władysława Umińskiego z 1900 roku (w odcinkach; wydanie książkowe z 1901 roku).
Książką przedstawia podróż trzech chłopców-maturzystów po okolicach Warszawy.
Powieść była opublikowana w odcinkach w ilustrowanym magazynie Przyjaciel Dzieci w 1900. Doczekała się wydania książkowego w 1901 roku.

## Tajemnicza bandera i flibustierowie/Flibustierowie
Tajemnicza bandera i flibustierowie (późniejsze wydania pt. Flibustierowie lub rzadziej Tajemnicza Bandera, niekiedy z podtytułem Powieść na tle dziejów Indii Zachodnich) – powieść egzotyczno-przygodowa dla młodzieży Władysława Umińskiego z 1898.
Powieść opowiada o przygodach Polaków biorących udział w wojnie amerykańsko-hiszpańskiej.
Powieść została opublikowana w odcinkach w ilustrowanym magazynie Przyjaciel Dzieci w 1898, a następnie wydana jako książka w 1901. Książka doczekała się w sumie około 10 wydań, z tego większości w okresie PRL-u; komunistycznej władzy odpowiadał temat książki – krytyka kapitalizmu i Stanów Zjednoczonych.

## Biały mandaryn(1903)
Biały mandaryn. Przygody rodziny polskiej na dalekim Wschodzie – powieść przygodowa dla młodzieży Władysława Umińskiego z 1901 roku.
Powieść przedstawia losy polskiej rodziny emigrantów w trakcie powstania bokserów w Chinach.
Powieść była opublikowana w odcinkach w ilustrowanym magazynie Przyjaciel Dzieci (nr 1-44) w 1901. Doczekała się dwóch wydań książkowych (pierwszego z 1903).

## Człowiek leśny(1903)
Człowiek leśny. Opowiadanie podróżnika po Afryce – podróznicza powieść dla młodzieży Władysława Umińskiego z 1903. Powieść była opublikowana w odcinkach jako...  a później doczekała się wydania książkowego w wydawnictwie Nakł. red. Przyj. Dzieci w 1903.
Fabuła książki to opowiadania podróżnika po Afryce.

## Na szczytach(1904)
Na szczytach.  Powieść współczesna – przygodowa powieść Władysława Umińskiego z 1900 roku. Powieść była opublikowana w odcinkach w ilustrowanym magazynie Tygodnik Mód i Powieści w 1900 roku. Doczekała się wydania książkowego jako Na szczytach; Z odmętów morskich; Szczęście. [Powieści i opowiadanie] w 1904.
Powieść opowiada o "wynalazcy-maniaku", który, pozbawiony przyjaciół, ginie w samotności.
Krystyna Kuliczkowska zauważyła, że była to powieść współczesna, adresowana do dorosłego czytelnika, a nie do młodzieży (co było w twórczości Umińskiego rzadkie). Była to jedna z dwóch takich powieści Umińskiego (drugą są Wygnańcy). Kuliczkowska jednak krytykuje tę powieść, pisząc, że o ile w swoich powieściach dla młodzieży, Umiński "umial wyzwolić się z natrętnego dydaktyzmu, w powieściach dla dorosłych staje się rezonerem i moralizaorem".

## Wygnańcy(1906)
Wygnańcy. Szkic powieściowy – przygodowa powieść Władysława Umińskiego z 1902 roku. Powieść była opublikowana w odcinkach w magazynie Kurier Codzienny w 1902 roku. Doczekała się wydania książkowego w 1906.
Krystyna Kuliczkowska zauważyła, że była to powieść współczesna, adresowana do dorosłego czytelnika, a nie do młodzieży (co było w twórczości Umińskiego rzadkie). Była to jedna z dwóch takich powieści Umińskiego (drugą jest Na szczytach).
Powieść ta "podejmuje tematykę 'wysadzonych z siodła', jest to 'powieść z tezą', streszczająca się w potępieniu filisterstwa i dorobkiewczostwa [i] sztuki dla sztuku". Umiński krytykuje też "pięknoduchowski estetyzm w imię sztuki społecznie użytecznej". Kuliczkowska jednak krytykuje tę powieść, pisząc, że o ile w swoich powieściach dla młodzieży, Umiński "umial wyzwolić się z natrętnego dydaktyzmu, w powieściach dla dorosłych staje się rezonerem i moralizaorem".

## W czarnej otchłani(1908)
W czarnej otchłani. Kartka z życia górników – powieść dla młodzieży Władysława Umińskiego z 1908 roku, wydana w 1908 roku w wydawnictwie Red. Przyj. Dzieci.
Książka przedstawia życie górników.

## Historia biednego chłopca w pięciu częściach świata (1910–1911)
Historia biednego chłopca w pięciu częściach świata albo Przygody biednego chłopca w pięciu częściach świata – cykl powieściowy dla dzieci i młodzieży Władysława Umińskiego. Planowany na pięć części, docelowo ukazały się trzy (Przygody małego Australczyka, W puszczach Kanady i W krainie wschodzącego słońca). Każda z części przedstawia losy młodych chłopców w różnych regionach świata (Australii, Kanady i Japonii).
Częśc pierwsza była opublikowana w odcinkach w ilustrowanym magazynie „Przyjaciel Dzieci” w 1903 roku. Wydana została jako książka w 1910 r.. Bohaterem powieści jest młody Australijczyk, a powieść przedstawia jego życie od chwili urodzin aż do czasu pełnoletności.

Część druga była opublikowana w odcinkach w ilustrowanym magazynie „Przyjaciel Dzieci” w 1903 roku. Książka przedstawia losy ubogiej rodziny polskich kolonistów w puszczach Kanady, która wybiera emigrację po tym jak ojciec rodziny traci pracę w fabryce.
Część trzecia była opublikowana w odcinkach w ilustrowanym magazynie „Przyjaciel Dzieci” w 1905 roku. Wydana została jako książka w 1911 r..

## Samolotem naokoło świata(1911)
Samolotem naokoło świata. Podróż fantastyczna (także Samolotem dookoła świata. Powieść dla młodzieży) – powieść przygodowa dla młodzieży Władysława Umińskiego z 1909 roku. Powieść była opublikowana w odcinkach w ilustrowanym magazynie Przyjaciel Dzieci w latach 1909–1910, a następnie wydana jako książka w 1911 r.
Umińskiemu przypisuje się także ukucie polskiego słowa „samolot”, którego użył po raz pierwszy właśnie w powieści Samolotem naokoło świata.
Fabuła opowiadania dotyczy podróży samolotem dookoła ziemi.

## Krwawy chleb/Znojny chleb(1912)
Krwawy chleb. Przygody polskiego tułacza (późniejsze wydania pt. Znojny chleb; podtytuł opuszczony lub zmieniony w niektórych wydaniach) – powieść przygodowa dla młodzieży Władysława Umińskiego z 1909 roku. Książką opisuje ciężką, „krwawą” pracę głównego bohatera, polskiego emigranta do Stanów Zjednoczonych.
Powieść była opublikowana w odcinkach w ilustrowanym magazynie „Wieczory Rodzinne” w latach 1909–1910, a następnie wydana jako książka w 1912.  Doczekała się blisko 10 wydań.

## Synowie puszczy(1912)
Synowie puszczy – krajoznawcza powieść dla młodzieży Władysława Umińskiego z 1902 roku. Osią fabuły są przygody młodych bohaterów w rejonie puszcz Prypeci. Powieść była opublikowana w odcinkach jako Synowie puszczy poleskiej w ilustrowanym magazynie Przyjaciel Dzieci w 1902. Doczekała się wydania książkowego w wydawnictwie Druk. L. Bogusławskiego  w 1912.

## Krzyż i półksiężyc(1913)
Krzyż i półksiężyc. Powieść dla młodzieży na tle ostatniej wojny bałkańskiej – powieść przygodowa dla młodzieży Władysława Umińskiego z 1913 roku. Jej akcja rozgrywa się na tle wydarzeń historycznych (I wojna bałkańska) z motywem fantastyczno-naukowym. Motyw fantastycznonaukowy w postaci „baterii latających” pozwala zaliczyć pozycję do podgatunku fantastyki militarnej i czyni tę powieść jednym z pierwszych, jeśli nie pierwszym, przykładem tego gatunku w polskiej literaturze.

## Po kraju(1913)
Po kraju. Opowiadanie dla młodzieży – powieść krajoznawcza dla młodzieży Władysława Umińskiego z 1913 roku. Powieść była wydana w dwóch częsciach w 1913 roku. Fabuła książki to "wycieczka pieszo i Wisłą dwóch młodych urzędników na urlopie".

## Czarodziejski okręt(1916)
Czarodziejski okręt – powieść przygodowa dla młodzieży Władysława Umińskiego z 1914 roku. Powieść była opublikowana najpierw w ilustrowanym magazynie Przyjaciel Młodzieży w latach 1914–1915 a następnie wydana jako książka w 1916.
Powieść opowiada o przygodach milionerki spędzającej urlop na bezludniej wyspie, i poszukującym jej małżonku, który wyrusza na wyprawę przy pomocy tytułowego, technologicznie zaawansowanego, okrętu.
Powieść jest zaliczana do gatunku robinsonad i literatury marynistycznej.

## Krwawa dola(1918)
Krwawa dola. Powieść z niedalekiej przeszłości – powieść wojenna  Władysława Umińskiego z 1918 roku.
Była to jedna z dwóch wojennych powieści Umińskiego; została surowo ocenione przez krytykę.

## Przygody wojenne(1919)
Przygody wojenne. Powieść dla dzieci. – przygodowa powieść wojenna dla dzieci i młodzieży Władysława Umińskiego z 1919 roku.
Powieść opowiada o tytułowych przygodach kilkorga dzieci z polskiej wsi podczas I wojny światowej.
Była to jedna z dwóch wojennych powieści Umińskiego; została surowo ocenione przez krytykę.

## W głębinach oceanu(1920)
W głębinach oceanu. Powieść fantastyczna dla młodzieży – powieść przygodowa (marynistyczna i fantastycznonaukowa) dla młodzieży Władysława Umińskiego z 1920 roku.
Książka jest inspirowana powieścią Dwadzieścia tysięcy mil podmorskiej żeglugi Julesa Verne’a. Osią fabuły jest wyprawa łodzią podwodną na biegun północny
Powieść jest zaliczana do najpopularniejszych dzieł Umińskiego.

## Pod flagą polską samochodem naokoło świata(1929)
Pod flagą polską samochodem naokoło świata. Podróż skauta Jerzego Jelińskiego – powieść reportażowa Władysława Umińskiego z 1929 roku.
Powieść przedstawia prawdziwą, ponad dwuletnią, podróż polskiego harcerza Jerzego Jelińskiego samochodem naokoło świata. Jest oparta na jego osobistej relacji opracowanej przez Umińskiego.
Książka jest uważana za klasykę historii polskiej motoryzacji.

## Zaziemskie światy(1948/1956)
Zaziemskie światy. Pierwszy lot międzyplanetarny – powieść fantastycznonaukowa Władysława Umińskiego ukończona w 1948 r., lecz wydana dopiero w 1956 r. Jest to ostatnia wydana pozycja Umińskiego.
Osią fabuły jest podróż z Ziemi na Wenus.